# Egiro
En la mitología griega Egiro era el sexto rey de Sición, hijo de Telxión.
Heredó el trono cuando su padre se rebeló contra Argos, que entonces dominaba todo el Peloponeso, y mató al rey de esta ciudad, Apis, muriendo posteriormente a manos de Argos Panoptes, el gigante de los cien ojos, que vengaba así la muerte de este rey.
Tuvo un hijo llamado Turímaco, que le sucedió.
| Predecesor: Telxión | Reyes de Sición | Sucesor: Turímaco |